# Nick Marsman
Nick Marsman (* 1. Oktober 1990 in Zwolle, Niederlande) ist ein niederländischer Fußballtorhüter.

## Karriere
Marsman hat für den FC Twente und die Go Ahead Eagles gespielt.
Im Juni 2017 unterschrieb er einen Einjahresvertrag beim FC Utrecht.
Am 20. Juni 2019 gab Feyenoord bekannt, dass sie sich mit Marsman auf einen Zweijahresvertrag geeinigt haben. Am 1. Dezember 2019 bestritt Marsman sein erstes Eredivisie-Spiel für Feyenoord gegen PEC Zwolle und erzielte beim 1:0-Sieg seiner Mannschaft einen Treffer. Er wurde von seinem Verein zum „Man of the Match“ gewählt.
Im April 2021 wurde bekannt gegeben, dass er für den MLS-Klub Inter Miami CF unterschrieben hat.